# Palatul Universul

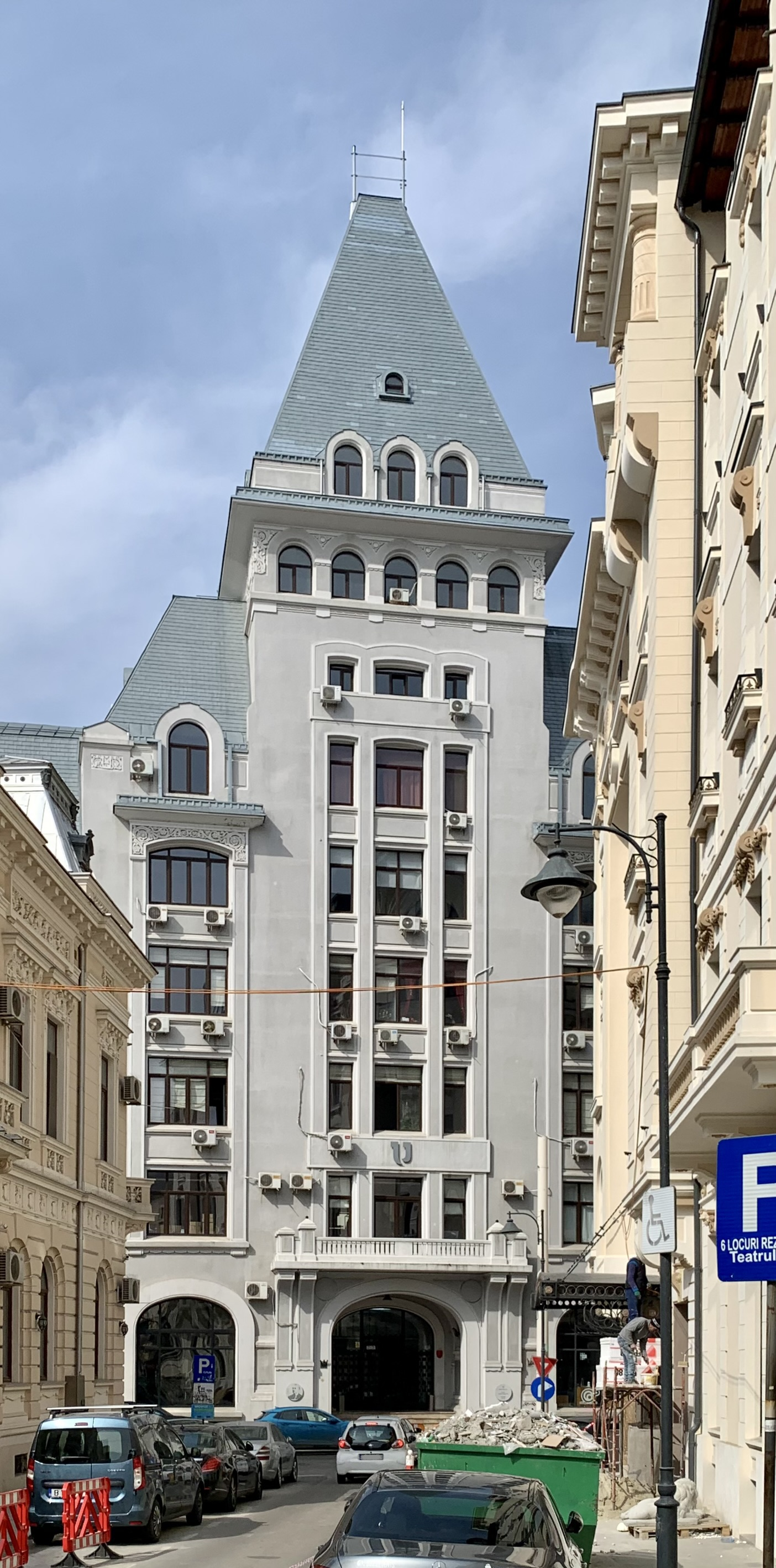
Palatul în martie 2022

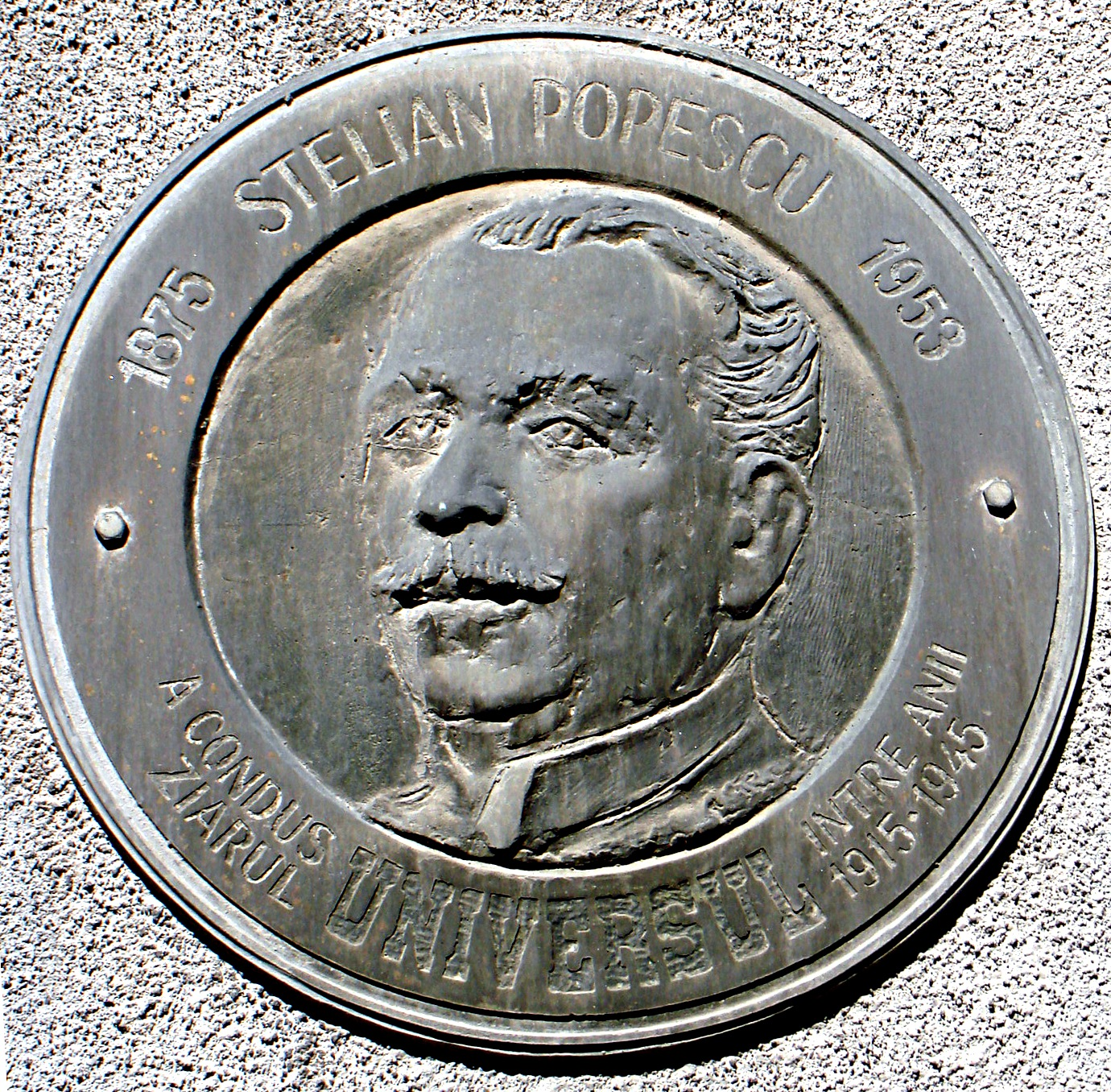
Medalion montat pe fațada Palatului Universul, reprezentând chipul ziaristului Stelian Popescu, dispărut după renovarea fațadei

Palatul Universul este o clădire din București, aflată pe strada Ion Brezoianu 23, în care a funcționat în prima jumătate a secolului XX redacția ziarului Universul. Construită de inițiatorul acestuia, ziaristul italian Cazzavillan, cândva înainte de 1884, prima clădire, numită azi corpul C (casa Cazzavilan), a devenit în timp neîncăpătoare pentru redacția ziarului, cel mai mare din România la momentul respectiv. 
Construcția noului sediu al ziarului a început pe 17 octombrie 1926, din inițiativa lui Stelian Popescu, directorul jurnalului începând cu 1915.
Corpurile A și B de astăzi ale Palatului Universul s-au construit intre 1926-1930, urmând planurile lui Paul Smărăndescu, celebru arhitect al timpului, cel care proiectase în 1911 și reședința lui Stelian Popescu din strada Dionisie Lupu nr. 10 (astăzi Tudor Arghezi). [1] Paul Smărăndescu a lucrat în colaborare cu Ing. Emil Prager pentru betonul armat pentru a finaliza acest monument reprezentativ pentru perioada de tranziție dintre tradiționalismul și masivitatea specifice stilului neoromânesc și detaliile geometrice tipice modernismului.[2]
Conceput ca două corpuri distincte, Palatul avea partea din față destinată birourilor, (A) iar cea din spate – tipografiei (B). Palatul era împărțit după cum urmează: la parter era sala de așteptare, ghișeuri și un oficiu telegrafic; la etajul I erau birourile directorilor, sala de consiliu și contabilitatea; la etajul al II-lea erau birourile redactorilor, reporterilor, dactilografilor, stenografilor, secretariatul de redacție și serviciul contencios; la etajul al III-lea erau biroul de traduceri, celelalte publicații anexă ale Universului, biblioteca, colecțiile și o parte din arhivă; la etajul al IV-lea erau birouri, iar la mansardă era barul și sala de festivități. Între cele două corpuri legătura se făcea printr-o pasarelă. Clădirea, neterminată încă, a Palatului Universul a fost inaugurată pe 2 noiembrie 1930.[1]
Tot aici a fost și sediul Ligii Antirevizioniste Române, conduse tot de Stelian Popescu.[3]
 Pe atunci, trustul Universul era o Societate pe Acțiuni, al cărei patrimoniu constă în:  
- Palatul Universul, destinat birourilor redacției, aflat la stradă – astăzi corpul A,  
- Tipografia, cel situat paralel cu acesta numit în continuare B.  
- Diverse anexe, care includeau dormitoarele muncitorilor, situate în capătul parcelei, către parcul Cișmigiu - corpurile D și E  
- și terenurile de sub ele. 
Corpul redacției era legat de cel al tipografiei prin pasarele la toate etajele până la 3. Acestea sunt acum blocate, devenind inutile. La preluarea clădirii de către proprietarii actuali, acestea erau toate funcționale, aici aflându-se, printre altele, tipografia Gazetei Sporturilor. 
Întreaga proprietate, cu tot cu curte, măsoară 4.411 mp, iar deținător majoritar al acțiunilor a fost, până la sfârșitul celui de-al Doilea Război Mondial, Stelian Popescu, care s-a refugiat în Elveția după 23 august 1944. Fiind declarat criminal de război și condamnat în absență la procesul ziariștilor din 1-4 iunie 1945, întreaga sa avere a fost confiscată de regim, ziarul continuând să apară încă o vreme sub noua conducere. Stelian Popescu a fost reabilitat după 1990.  

## Naționalizarea și privatizarea
După naționalizarea din 1948, clădirea a devenit sediul Întreprinderii Poligrafice 2.
După 1953, în locul societății "Universul" au funcționat redacția și tipografia ziarului "Informația Bucureștiului", iar după 1989, pentru o perioadă de cca 10 ani, ale ziarului "Libertatea". Primul număr al "Libertății", apărut în după-amiaza zilei de 22 decembrie 1989, reprezintă prima apariție a unui ziar revoluționar, postcomunist (după manifestul Tineretului Liber, apărut în dimineața aceleiași zile).
În anul 1990, compania a reluat numele de Universul, iar în perioada 1995-1996 a fost privatizată prin metoda MEBO, a trecerii bunurilor societății din proprietatea statului în proprietatea celor care lucrau aici in forma de  acțiuni, și apoi achiziționată în ultima instanță de un fond de investiții.

## Consolidare și redeschidere

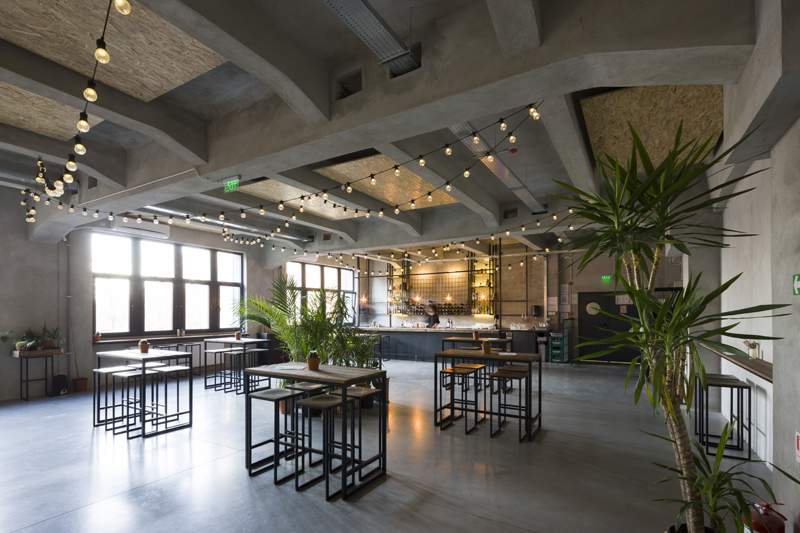
Fix Botanical Bar, et. 1

Palatul Universul nu e monument istoric, are în jur de 14.000 mp și restaurarea și consolidarea corpului B, de cca. 6000 mp, a durat aproximativ 2 ani (2015-2016). În timp urmează să fie restaurate și celelalte clădiri ale ansamblului. Reabilitarea și reconversia fostei tipografii într-un hub pentru industrii creative a fost realizată de PZP Arhitectura. Arhitecții Roxana  Achim și Liviu Zăgan s-au ocupat de proiectarea generală și de partea de management de proiect pentru întreg ansamblul. 
Sunt 7 etaje, cu totul: 
- Subsolul, cu teatru independent și wine-bar Apollo111 (800 m2, 127 de locuri, proiecție profesională de cinema. Prima reprezentație a avut loc în 25 noiembrie 2016. )
- Parterul, cu designer shop Adelina Ivan, cafenea Beans & Dots, Hub cu free lancers 
- Et. 1, cu Salonul de proiecte, cocktailbar Fix, sala de dans Linotip, studioul de înregistrări Startrek
- Et. 2, birouri ingineri de instalații și arhitecți 

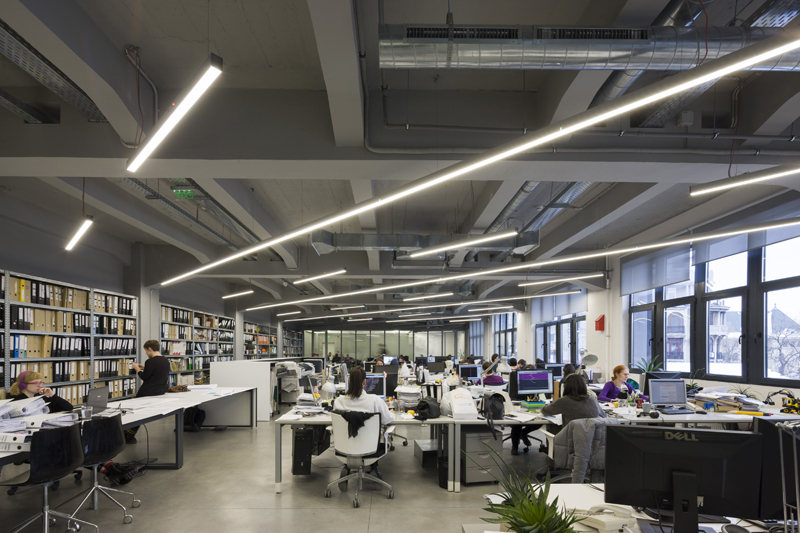
Birourile Cumulus, et. 3

- Et. 3, grupul de arhitecți Cumulus și agenția de publicitate BBDO 
- Et. 4, Graffiti /BBDO/ Momentum 
- Et. 5, Tuio